# جائزة البحرين الكبرى 2015
جائزة البحرين الكبرى 2015 (بالإنجليزية: 2015 Bahrain Grand Prix)‏ هو سباق فورمولا 1 أقيم في حلبة البحرين الدولية، صخير. كان الرابع من أصل 19 في بطولة العالم لسباقات الفورمولا واحد موسم 2015 وهو السباق الحادي عشر ضمن جائزة البحرين الكبرى.